# Râul Perchiu
Râul Perchiu este un curs de apă care se varsă în râul Polocin.

## Hărți
- Ovidiu Gabor - Economic Mechanism in Water Management  Arhivat în 5 martie 2009, la Wayback Machine.